# ZŠ Jižní (Praha)
Základní škola Praha 4, Jižní IV. 10 (Záběhlice č. p. 1750), zkráceně označovaná jako ZŠ Jižní, je první ze dvou nynějších (třetí v roce 2003 zanikla) velkých základních škol na Spořilově (22 000 obyvatel) na území městské části Praha 4, do konce padesátých let jediná, silně spojená se spořilovským patriotismem. Leží v centrální části Spořilova v prostoru mezi ulicemi Hlavní, Lešanská a Jižní IV, na rozhraní vilové a sídlištní zástavby. Jmenuje se podle části názvu ulice, nad kterou leží. Má kapacitu 810 žáků (k 30. červnu 2016 měla 748 žáků), 31 učeben (z toho 5 odborných), zaměstnává 72 pedagogů (včetně vychovatelů a asistentů pedagoga). Z architektonického i vzdělávacího hlediska patří mezi výrazné základní školy.

## Budova školy
Škola má dvě hlavní budovy.
- „Stará“ budova obsahuje učebny pro nižší ročníky (I.–IV.), školní jídelnu, cvičnou kuchyňku, kabinet, tělocvičnu, sborovnu, skleník a klubovnu. Stavba pochází z roku 1932 a její výrazná budova nese, podobně jako přilehlá vilová čtvrť, rysy čistého funkcionalismu.
- V „nové“ budově je 11 kmenových učeben pro vyšší ročníky, sborovna a kabinety, 4 místnosti pro školní družinu a množství odborných učeben (laboratoř, jazyková učebna, počítačová učebna, hudebna, výtvarná dílna, keramická dílna, technická dílna), školní knihovna, další tělocvična, posilovna, víceúčelový sál, pracoviště školní psycholožky a speciální pedagožky a kanceláře školy. Budovu dokončenou původně v roce 1963[1]

stavěli vězni, což se podepsalo na nízké kvalitě stavby.
Takzvaná školička je samostatná budova s dvěma místnostmi pro 1. stupeň a školní družiny.
V areálu je školní zahradu a několik hřišť, z nich jedno z tartanovým povrchem. V roce 2006 zde byla otevřena veřejně (za vstupné) přístupná umělá horolezecká stěna.

### Rekonstrukce
V letech 2002–2006 proběhla rozsáhlá rekonstrukce školy firmou BAUplus. Byly obnoveny obě tělocvičny (z toho se jedna přestavěla celá), školička, zahrada, okolí školy. Finančně se na rekonstrukci podíleli i soukromí sponzoři, které si škola získala aktivní spoluprací s rodiči a veřejností. Slavnostní otevření zrekonstruované „nové“ budovy proběhlo 12. května 2005 ve stylu šedesátých let (k tanci hrály hudební skupiny Globus a Proffessor), zábavného odpoledne „děti dětem“ s názvem Spořilovská pouť a za účasti mnoha slavných spořilovských obyvatel a rodáků s publicitou i v celopražských novinách (Večerník Praha).

## Vzdělávací a veřejná činnost

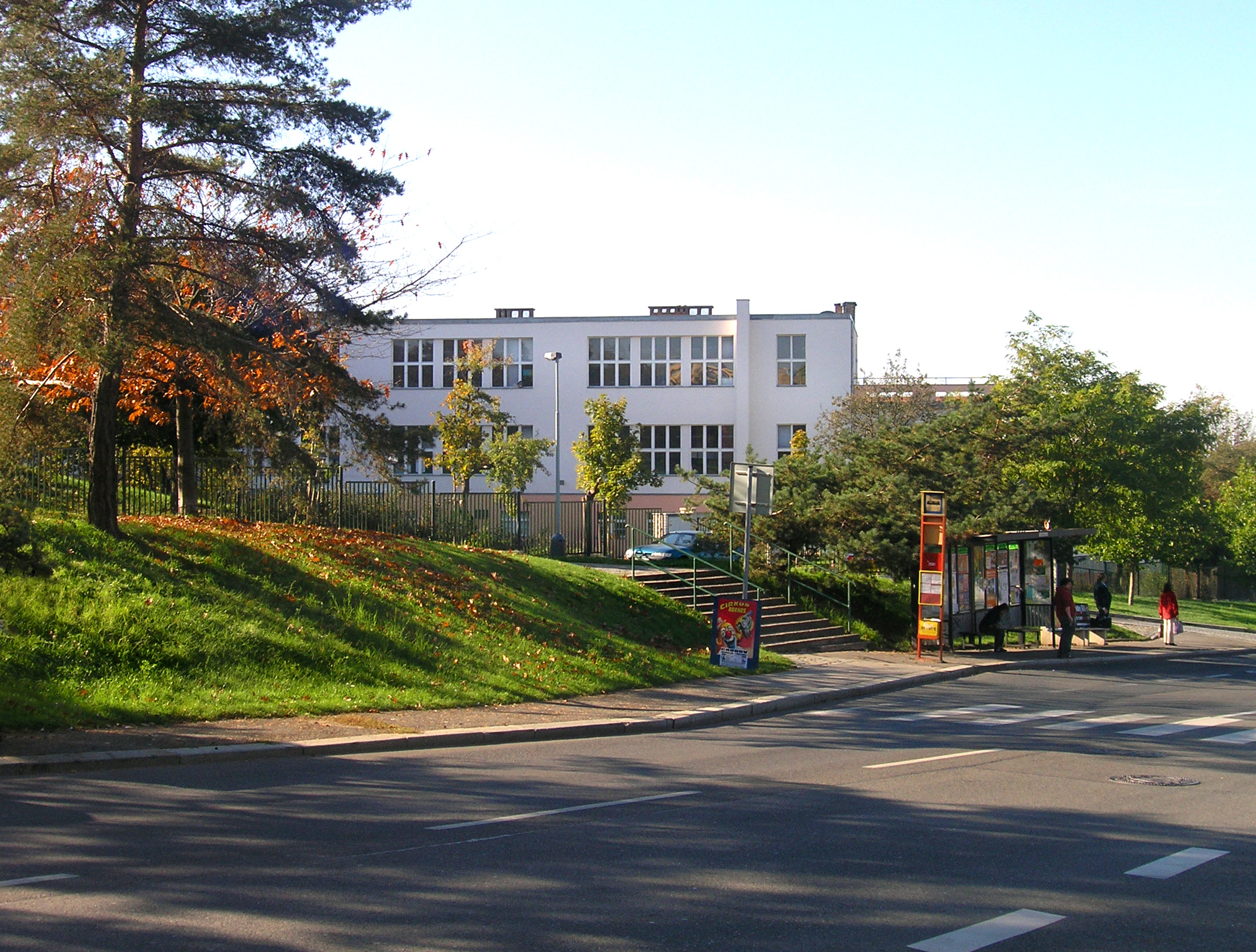
Pohled na školu od severu

Jako současná právnická osoba, příspěvková organizace s IČO 61384828 a IZO 102 101 523 a identifikátorem školy 600 037 215 existuje škola od 1. ledna 1995. Zřizovatelem školy je městská část Praha 4. Ředitelem školy je Mgr. Bc. Daniel Kaiser.
V roce 2000 byla založena rada školy, jejímž přičiněním bylo rozhodnuto o rekonstrukci. V roce 2005 ji nahradila Školská rada (šestičlenný orgán, který zasedá několikrát ročně, jeho působnost vymezuje Školský zákon, třetinu členů voli pedagogičtí pracovníci, třetinu zákonní zástupci žáků školy a třetinu jmenuje zřizovatel školy, členem nemůže být ředitel).
Na škole působí také žáky volený Školní parlament, ve kterém je zastoupeno přibližně po dvou žácích z každé třídy ze 3.–9. ročníku. Parlament se podílí na tvorbě „malého“ školního řádu (tzv. „desatera“), na pořádání školních akcí atd. Schází jednou týdně, dospělí se jednání účastní jen jako hosté a jen na vyžádání parlamentu. Parlament je veden výborem, který jedná s vedením školy a reprezentuje školu. Přibližně 75 % parlamentu tvoří dívky, zbytek chlapci.[kdy?]
Škola spolupracuje s mnoha občanskými sdruženími a mimoškolními organizacemi a některým poskytuje i prostory pro činnost. Patří mezi ně Klub přátel školy, Přátelé angažovaného učení, Centrum turistiky a sportu, 121. pionýrská skupina BOR, Sokol, SK Masada, Městská knihovna Praha. META z.s. a další. Škola spolupracuje s mateřskými školami v okolí, Základní uměleckou školou v Dunické ulici a dětským domovem Sázava. Škola sponzoruje několik zvířat v Zoo Praha.
Na škole se vyučuje první až devátý ročník podle vzdělávacího programu Otevřená škola. Škola nevytváří žádné specializované třídy, ale podporuje osobnostní a sociální výchovu, jazykovou přípravu a dramitckou výchovu, též integraci dětí s poruchami učení a speciální péči o ně (kroužky náprav) a identifikaci a rozvoj schopností žáků s mimořádným nadáním (za pomoci dobrovolníků z řad rodičů, přechod na školy s rozšířenou výukou jazyků atd.) a pořádá ve „školičce“ také přípravné kurzy a od roku 2006 i přípravnou třídu pro předškoláky. Celkově na školu dochází kolem 40 dětí cizinců[kdy?], nejvíce z Vietnamu, Ukrajiny – zkušeností žáků cizinců je pak při výuce i tvorbě školního časopisu KIWI využíváno k seznámení „domácích“ žáků s kulturami jiných zemí. Ročně je do prvních tříd zapsáno kolem 85 žáků. Do školní družiny dochází kolem 350 žáků. Průměrný věk pedagogů je 40 let.
Kolem 10 % žáků přechází po 5. ročníku na víceletá gymnázia. Ze žáků 9. ročníků kolem 23 % žáků se dostává na gymnázia, 18 % na střední průmyslové školy, 48 na jiné střední školy a 11 % na učiliště (podle údaje z roku 2006).
Do této školy chodilo již několik generací obyvatel vilové části Spořilova. V poslední době však do ní dojíždějí i žáci z odlehlejšího sídliště Spořilov II. (které má vlastní školu), z Roztyl i z Vršovic. 14 žáků (údaj z roku 2006) dojíždí z oblastí mimo Prahu – většinou jde o žáky, kteří mají na Spořilově prarodiče. Škola je momentálně ve velmi dobrém stavu a jsou na ni velice dobré ohlasy.
Zbylé dvě základní školy na Spořilově, v sídlištní části (Na Chodovci a Choceradská), byly od 1. 7. 2000 pro nedostatek žáků sloučeny a nový subjekt v areálu mezi Choceradskou a Postupickou ulicí k 1. 9. 2003 ukončil výuku a opustil ji.

### Významní žáci a ohlasy na školu
Ve škole se traduje, že do ní chodil jako žák spisovatel Adolf Branald. Ten se na Spořilov sice nastěhoval v roce 1929, rok po založení školy, ale až ve svých devatenácti letech, a tedy ji zřejmě jako žák nenavštěvoval. V knize Převleky mého města podrobně popisuje fenomén Spořilova a dobový život v této čtvrti v jejích počátcích, školu zmiňuje například v souvislosti s jejím dobytím německými vojáky v roce 1939 a následnou likvidací nežádoucích knih ze školní knihovny. Branald také popisuje, že žáci školy několikrát hlásili falešně letecké nálety ve snaze vyhnout se vyučování. Se školním prostředím mohl mít dobrý kontakt; jako třicetiletý se zamiloval do sedmnáctileté místní dívky. V roce 2005 při slavnostní ukončení rekonstrukce Adolf Branald prohlásil: „Tato škola by měla vypadat jako úctyhodná dáma, ale když kolem ní jdu, připadá mi spíše jako mladá slečna. Ona čím je starší, tím je hezčí.“
Písničkář Jan Nedvěd tuto školu navštěvoval 9 let a prohlásil, že tato škola z něj udělala slušného člověka. Herec Miroslav Táborský řekl, že ji svému synu, který do ní chodí, závidí. Pozvání na slavnost přijali i Libuše Šafránková a Josef Abrhám, kteří se rovněž ke škole hlásí.

### Podchody
Žáci školy malovali už tři podchody v oblasti Spořilova. Ten poslední se nachází směrem ze Spořilova na stanici metra C Roztyly. Další se nacházejí za poliklinikou na Spořilově.
O malování podchodů na Spořilově napsal i deník MF Dnes: Dnes jsou již malby odstraněny nebo se z nich staly zdi pro volné graffiti.

Zatím poslední podchod dokončily před několika dny děti ze základní školy v Jižní ulici. Vymalovaly podchod vedoucí ze starého Spořilova k metru Roztyly, který spojuje obytnou část s přírodou. Na jedné straně jsou proto motivy lidí a nepořádku, na druhé přírody. (…) V podchodu mezi ulicemi Severní I. a Na Chodovci se díky dětem objevila slunná pláž a moře plné ryb a v podchodu mezi ulicemi Lešanská a Senohrabská na Spořilově zase život ve výtahu. (…) K nejpilnějším malířům patří děti ze školy v Jižní ulici. Ke dvěma jimi vymalovaným podchodům přibyl betonový panel na Roztylském náměstí u zastávky autobusu, na němž vytvořily vzpomínku věnovanou malíři a ilustrátorovi Vojtěchu Preissigovi, který na Spořilově působil.